# Книжный клуб

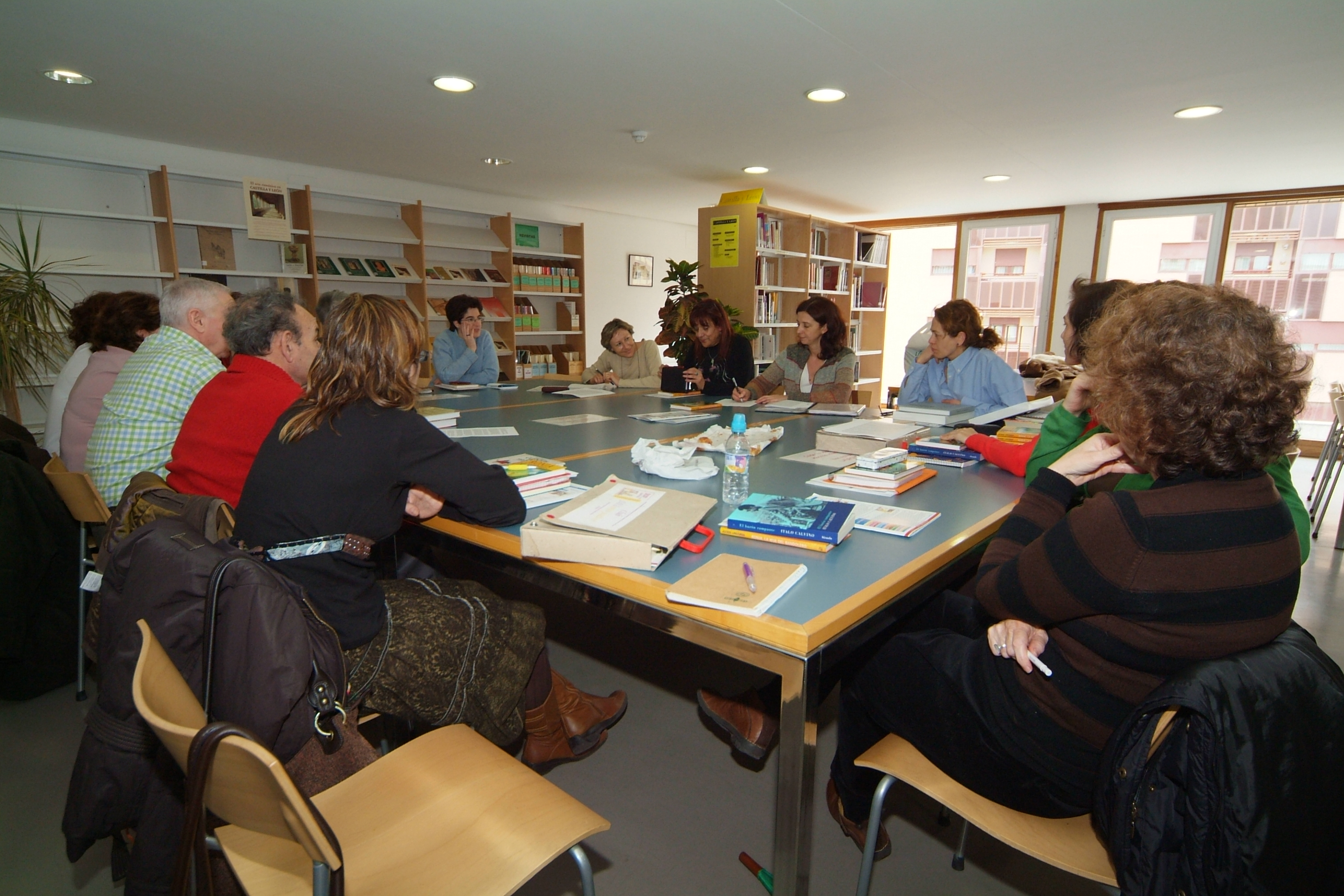
Собрание книжного клуба

Книжный клуб — это формальная или неформальная организация, которая объединяет любителей чтения в разных городах и странах мира.
Основная цель книжных клубов — обеспечить читателям возможность покупать, одалживать, обмениваться книгами.
Книжные клубы можно разделить на несколько категорий.
- 1. Клуб — представительство одного или нескольких издательств, работающий как Интернет-магазин или предлагающий заказ книг почтой.

- 2. Клуб, сочетающий в себе магазин и издательство. Отличие его от первой разновидности в том, что клуб не только выступает посредником между сторонним издательством и читателями, а и самостоятельно выпускает книги, зачастую уникальные.

- 3. Клуб-«библиотека», посредник в обмене книгами и накопитель литературы. Главная задача такого клуба — обеспечение книголюбов максимально удобным и полезным механизмом проката и обмена книг.

- 4. Клуб культурно-социального значения, основной задачей которого является повышение культурного уровня читателей. Особенность этого клуба заключается в его подобии литературному кафе Серебряного века: здесь посетитель может выпить чашечку кофе, обсудить прочитанное, встретиться с писателем или режиссёром, осмотреть выставку и т. д.

- 5. Клуб как способ проведения досуга. Особенность его в регулярных и продолжительных встречах книголюбов в определенном месте, а также отсутствие прямого контакта с издательствами. Книги предоставляются исключительно членами клуба из личных библиотек. Главным достоинством клубных встреч завсегдатаи считают теплую, уютную, дружескую атмосферу.

Все разновидности книжных клубов подразумевают активное общение книголюбов между собой. Там, где личные встречи нереальны (в силу, к примеру, огромных расстояний), работают Интернет-форумы, обеспечивающие возможность обмениваться мнениями, собственным творчеством и взаимодействовать с администрацией клубов.
Членам книжного клуба зачастую предоставляются различные привилегии: скидки (от небольших до существенных), возможность принимать участие в розыгрышах призов, подписка на серии книг, доступ к ценной, уникальной литературе и т. д.
Некоторые книжные клубы организуют эксклюзивные онлайн-чаты и форумы с авторами лучших книг. Так, например, российский «Клуб семейного досуга» в июне 2008 года провел форум с Вольфгангом Хольбайном, произведения которого переведены на 34 языка и удостоены многочисленных призов и наград. А в августе ответит на вопросы читателей автор скандального романа «Женщина и мужчины» Мануэла Гретковска.
Значительная часть клубов первой и второй категории устанавливает для читателей некоторые обязательства: заказ с определенной периодичностью, заказ определенного количества книг, заказ на определенную сумму и т. п. Обязательства обычно необременительны: заказ одной книги в квартал (или другой достаточно длительный промежуток времени), подписка на каталог или клубный журнал. Некоторые клубы работают без всяких условий. Помимо этого потенциальных и действующих читателей привлекают выгодные «вступительные» предложения и подарки, возможность приобрести эксклюзивные клубные издания, первыми познакомиться с новинками книжного рынка. Для домоседов и занятых людей немаловажен фактор удобства заказа: по почте, телефону, через Интернет.
Условия членства в клубах категорий 3-4 разнятся. В основном, желающие участвовать в деятельности клуба обязуются вносить некоторую сумму денег, которая расходуется на обеспечение деятельности клуба, реставрации и хранения книг, аренды помещения, организации культурных событий.